# Ardeola grayii
Ardeola grayii là một loài chim trong họ Diệc.
Loài chim này sinh sản ở miền nam Iran và phía đông Pakistan, Ấn Độ, Miến Điện, Bangladesh và Sri Lanka. Chúng phân bố khắp và phổ biến nhưng có thể dễ dàng bị nhìn sót qua khi chúng rình con mồi ở mép nước ao hồ nhỏ hoặc thậm chí khi chúng hót gần nơi ở của con người.

## Hình ảnh

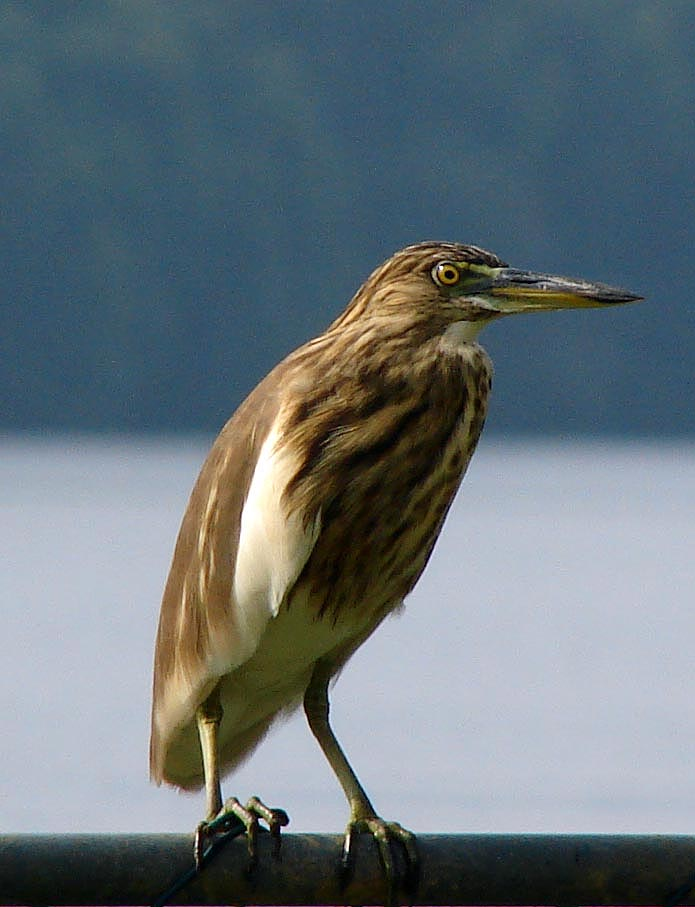
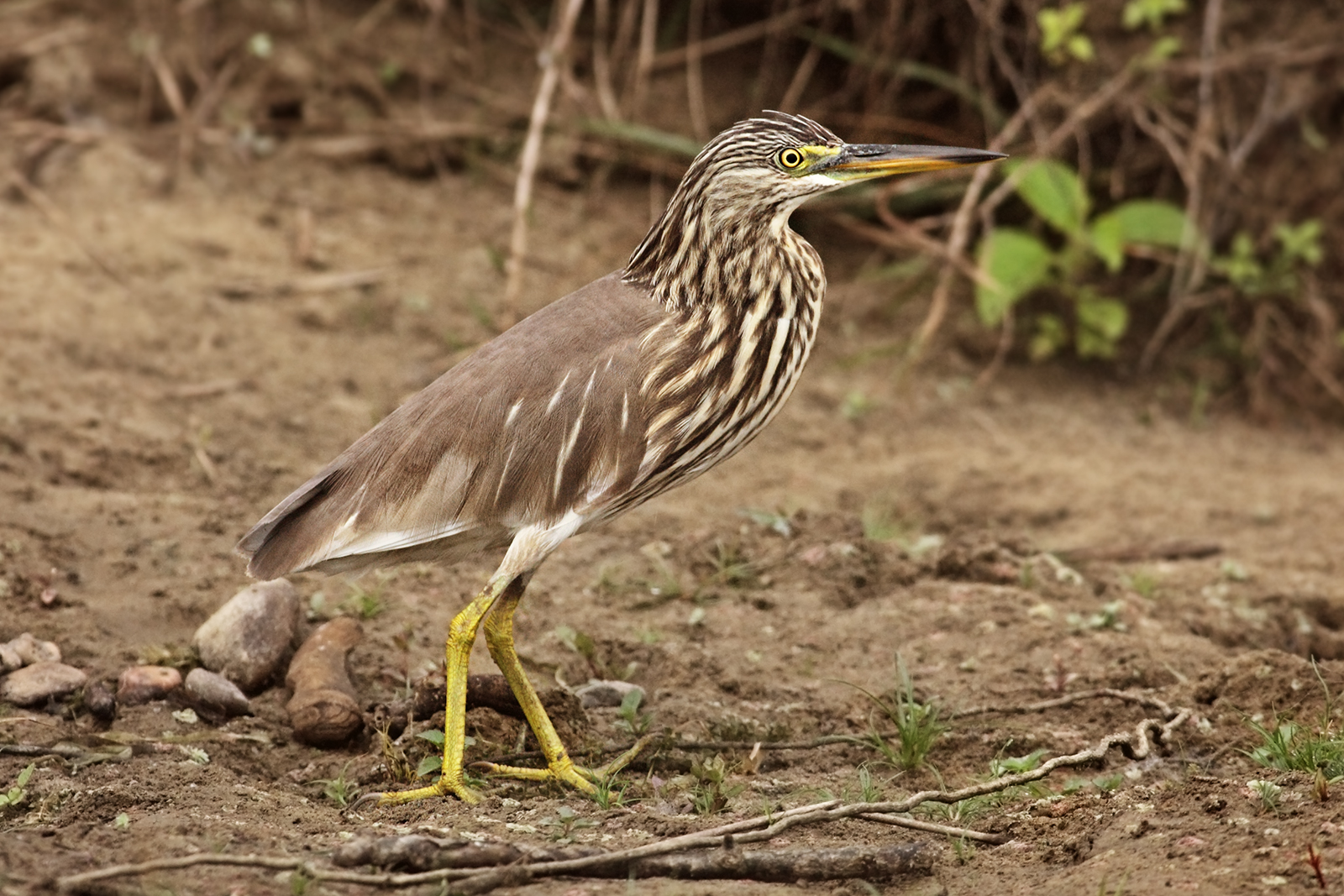
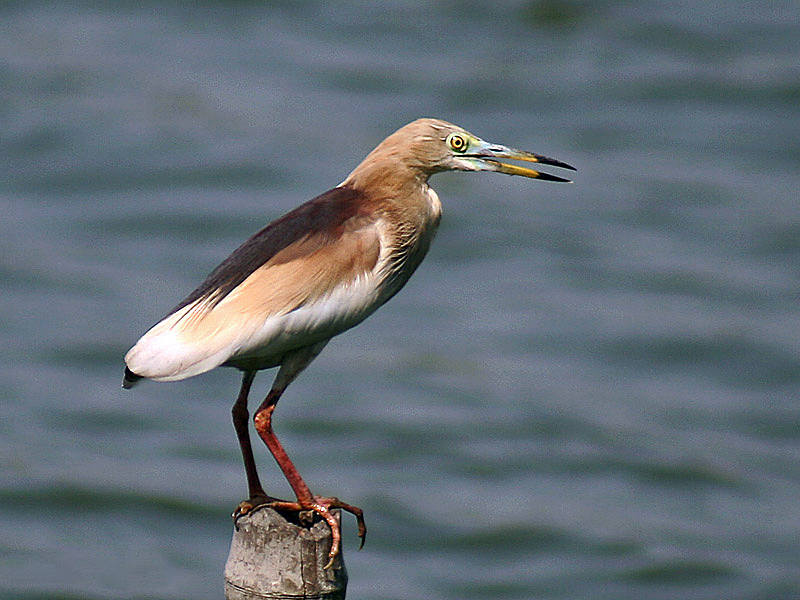
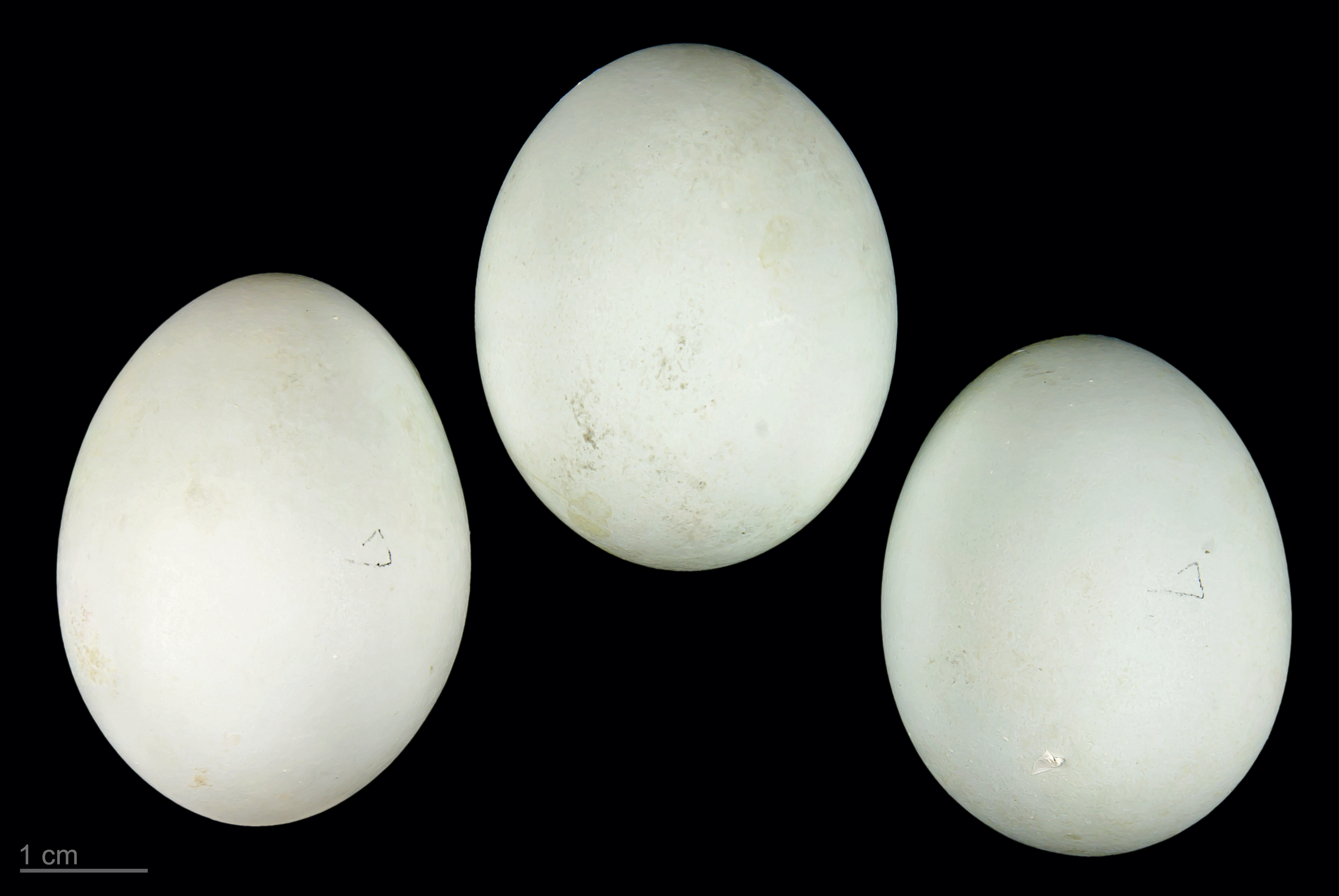
Museum specimen